# 姊的時代
《姊的時代》（英語：Iron ladies），2018年三立華人電視劇週五十點檔系列的第十二部作品，由鍾瑶、吳思賢、潘慧如、朱芷瑩、藍鈞天、李運慶、吳定謙領銜主演，怡佳娛樂經紀有限公司製作。本劇獲得中華民國文化部105年度行動寬頻影音節目製作補助案第二梯次連續劇類補助950萬元。2017年10月24日在東京國際電影節首度公開，2017年11月21日開拍，11月23日開鏡，11月30日女主角卡司發佈會，2018年4月7日全劇殺青。劇情描述職場女強人談上一場姊弟戀及祭出雙小三梗，主要傳達姊的生活觀和態度。
三立都會台於2018年1月12日晚上10點首播，東森綜合台則於1月13日晚上10點播出，三立都會台於4月13日播出最終回，4月20日播出《我在姊的時代》特輯，接檔《極品絕配》。幕後花絮《姊的態度》及《J比兔獨家彩蛋》戲末後將會在Vidol影音頻道播出，漏網鏡頭則會在三立華劇粉絲專頁釋出。於《用九柑仔店》推出前為週五華劇最短集數共13集。

## 播出時間
以下時間以當地時間（台灣時間）為準

### 首播
| 頻道/影音   | 所在地             | 播出日期      | 播出時間                            |
| ----------- | ------------------ | ------------- | ----------------------------------- |
| 三立都會台  | 臺灣               | 2018年1月12日 | 每週五 22:00－23:30                 |
| Vidol       | 臺灣               | 2018年1月12日 | 每週五 22:00 跟播上架 23:30正片上架 |
| 愛奇藝      | 臺灣               | 2018年1月13日 | 每週六 00:00 上架                   |
| 東森綜合台  | 臺灣               | 2018年1月13日 | 每週六 22:00－23:30                 |
| LINE TV     | 臺灣               | 2018年4月13日 | 每週五 12:00 上架                   |
| MTV         | 臺灣               | 2018年5月20日 | 每週日 20:00-21:30                  |
| 東森戲劇台  | 臺灣               | 2020年9月26日 | 每週六 20:00-21:30                  |
| viki        | 歐洲 · 美洲 · 印度 | 2018年1月12日 | 每週五 24:00 上架                   |
| Viu         | 香港               | 2018年1月13日 | 每週六 00:00上架                    |
| Youtube     | 部分地區           | 2018年2月21日 | 每週三 12:00上架                    |
| dimsum      | 马来西亚           | 2018年3月27日 |                                     |
| Astro喜悦HD | 马来西亚           | 2018年8月30日 | 每週四至週五 18:00－19:30           |
| HUB都會台   | 新加坡             | 2018年7月1日  | 每週日 22:00－23:30                 |
| 爱奇艺      | 中国大陆           | 2020年10月9日 | 未知                                |

### 重播
| 頻道       | 所在地 | 播出日期                    | 播出時間                |
| ---------- | ------ | --------------------------- | ----------------------- |
| 三立都會台 | 臺灣   | 2018年1月13日               | 每週六 03:00－04:30     |
| 三立都會台 | 臺灣   | 2018年1月19日               | 每週五 17:00－18:30     |
| 三立都會台 | 臺灣   | 2018年2月4日                | 每週日 18:30－20:00     |
| 三立都會台 | 臺灣   | 2018年6月4日                | 每週一至五 20:00－21:00 |
| 東森綜合台 | 臺灣   | 2018年1月14日 （至3月11日） | 每週日 02:30－04:00     |
| 東森綜合台 | 臺灣   | 2018年3月18日               | 每週日 01:30－03:00     |
| 東森綜合台 | 臺灣   | 2018年1月14日               | 每週日 13:00－14:30     |
| 東森超視   | 臺灣   | 2018年1月28日               | 每週日 20:30－22:00     |
| 東森超視   | 臺灣   | 2018年2月4日                | 每週日 19:00－20:30     |
| 三立綜合台 | 臺灣   | 2018年3月9日                | 每週五 22:00－23:30     |
| 三立綜合台 | 臺灣   | 2018年3月10日               | 每週六 03:00－04:30     |
| 三立綜合台 | 臺灣   | 2018年3月10日               | 每週六 09:00－10:30     |
| 三立戲劇台 | 臺灣   | 2018年9月15日               | 每週六 22:30－24:00     |
| 三立戲劇台 | 臺灣   | 2018年9月16日               | 每週日 02:30 - 04:00    |
| 三立戲劇台 | 臺灣   | 2018年9月16日               | 每週日 16:30 - 18:00    |
| 東森戲劇台 | 臺灣   | 2020年10月3日               | 每週六 06:30－08:00     |
| 東森戲劇台 | 臺灣   | 2020年10月3日               | 每週六 14:00－15:30     |
| 東森戲劇台 | 臺灣   | 2020年10月4日               | 每週日 06:30－08:00     |
| 東森戲劇台 | 臺灣   | 2020年10月4日               | 每週日 14:00－15:30     |
| 東森戲劇台 | 臺灣   | 2020年10月4日               | 每週日 20:00－21:30     |

## 劇情大綱
周凱婷（鍾瑶飾）、馬莉莎（潘慧如飾）、王青青（朱芷瑩飾），這三位是三十多歲的年輕熟女，在愛U網當上了副總、經理等位置，讓許多女孩們羨慕，並被稱「人生勝利組」，因為她們有著美麗的外表、完美的工作、幸福的生活，所有完美條件，都可以在她們的身上找到，是職場上人們口中所稱的「姊」，但這都是她們一一努力得來的。
而這三位人人稱羨的「姊」，其實都面對著一些感情上的問題，這些挫折都不是像工作能輕鬆解決的...
周凱婷面對著未婚夫高澤杉（藍鈞天飾）外遇的挫折，她想要相信未婚夫一次，決定與他複合，但沒想到，未婚夫竟然還欺騙自己，分手後，她與一個意外認識的男孩蘇燦（吳思賢飾）感情逐漸升溫，談上一場「姊弟戀」。
馬莉莎面對著對婚姻失敗的恐懼，被前夫拋棄，自己只好把心情注重在工作上，也因為工作，認識了五年前相遇的一位男生林岱裕（李運慶飾），他們之間的感情越來越好，讓莉莎忘記對婚姻的恐懼。
王青青面對著「一夫二妻」的生活，丈夫趙元安（吳定謙飾）在外面有女人，甚至帶進家門，小三還說出「青青姊一三五，我二四六，我們一家三口真的好幸福」，讓她決定聽從算命師的話，如果懷孕就能趕走小三，但丈夫卻有不孕症，小三還懷了別人的小孩，讓丈夫以為是自己與小三的孩子，讓她決定自己獨自離家出國旅行，她的離開，丈夫才漸漸發現她的好...

## 演員列表

### 主要演員
| 演員     | 角色   | 介紹 | 登場集數            |
| [ 註 1 ] | 周凱婷 | 蘇燦的未婚妻，周正武的女兒，高澤杉的前未婚妻 32歲，美妝購物愛U網最年輕的行銷部副總→網路彩妝直播主。與蘇燦育有一女。因為是獨生女，爸爸又是位軍人，而被爸爸當成兒子教導，也因此養成了制定目標的習慣，決定後就一定會做到。自己的目標是明年要和交往八年的學長澤杉結婚，結婚完的人生目標就是當上總經理這個位置。但就在一次眾人期待的直播活動中，原定要來的國際彩妝大師臨時取消行程，情急之下，就抓了樓下咖啡廳小弟蘇燦就要頂替大師上場，沒想到效果非常的好，蘇燦也意外成了網路熱搜關鍵字，所以就接下了改造蘇燦的任務。在每天的相處訓練過程中，逐漸被蘇燦的直率真誠打動，但是因為已經有了準結婚對象，而不斷的告訴自己，澤杉才是對的選擇，卻沒想到澤杉已經愛上別人，只能與澤杉分手，後來接受蘇燦的告白。 | 全劇                |
| 吳思賢   | 蘇燦   | 周凱婷的未婚夫，蘇李玉琴的外孫 24歲，原本是OH！cafe咖啡廳外送小弟，直到有一次意外而遇見周凱婷，並成為擁有絕對色感的知名時尚彩妝師Ivan。與凱婷育有一女。擁有陽光燦爛的笑容，對人生充滿熱情、奮鬥的精神，外表看似傻氣，但其實做事有自己的原則跟想法。奶奶將200萬交給自己的鄰居古大飛，原本以為奶奶可以成為綠泉公司股東，自己也可以在那上班，但沒想到一切都是假的，來到綠泉公司，卻發現地址是愛U網，也因此受周凱婷拜託，臨時頂替缺席的國際彩妝大師參加直播活動，因為專注認真的魅力，意外的受到觀眾歡迎，之後更在凱婷的訓練下，而找到屬於自己的路，成為真正的彩妝師。對自己而言，凱婷有時像個大姊姊，帶著自己改變造型、練習化妝，更教會自己都市裡的生活，但有時又像個需要人照顧的小女孩，喝醉後會莫名的哭起來，把家裡弄得亂七八糟，東西亂丟、衣服不洗，忙起來甚至連飯也不吃，所以比起凱婷像個大姊姊，一個男人面對一個女人一樣更像兩人的關係，會不自覺地想要保護這個女人。 | 全劇                |
| 潘慧如   | 馬莉莎 | 林岱裕的妻子，徐泰亨的母親 36歲，美妝購物愛U網的商品部副總→總經理。擁有一位18歲的兒子，在感情上遇到挫折後，再也不想相信愛情，全心投入工作，直到遇見某位一夜情對象。剛滿18歲時，就迫不及待的嫁給初戀男友，卻沒想到是一場悲劇，離婚後連兒子的撫養、探視的權都沒有，只因為法官認定自己前夫的經濟能力可以給兒子更安穩的生活。為了能讓兒子年滿20歲後，搬來跟自己同住，擁有更好的生活條件，而將全部心力都放在事業上。對自己來說，除了兒子以外，世界上任何男人都是次要，跟很多不同的男人約會，但從來都不定情於誰，因為不想再回去以前的日子，只是沒想到遇到一位一夜情對象，說了一句：「太好了，妳現在看起來比當年好多了...」，也因為工作上的關係與這位男人林岱裕更一步認識，漸漸對他產生好感，而與David交往，但因為兒子泰亨說「怕遇到跟爸爸一樣的男人」而介紹好男人李至誠，為了不跟兒子吵架，只好與至誠交往，而與David分手，David一心想追回這段感情，但自己卻無法回答答案給David，直到以為David出了車禍，才堅定自己對這段感情的想法，其實David只是扭傷，但兩人的愛情終於修成正果。 | 全劇                |
| 朱芷瑩   | 王青青 | 趙元安的前妻 33歲，美妝購物愛U網的行政部經理→弱勢婦女與兒童基金會執行長。外表看似愛情、事業都完美的女人，個性敦厚隨和，做事冷靜、有耐心，1985年4月21日生。 從小被爸爸呵護長大的女生，內心嚮往著王子與公主的幸福結局。在一次聯誼中認識了富二代趙元安，兩人舉辦豪華婚禮後，成為所有女人最羨慕的幸福人妻，但看似幸福的婚姻，卻是苦心經營的假象。工作上處事圓融、體貼，成為下屬喜愛的主管，一開口公司沒有不配合的，是凱婷跟莉莎最堅強的後盾，只是全力支撐的不只這兩位好友，還有苦心經營的婚姻，而這段婚姻其實是一夫二妻，元安表面上的妻子是自己，而另外的妻子是程水晶，過著一家三口的日子，也因為水晶懷了元安的小孩，深受打擊，決定要一人出國旅遊，回國後發現元安不孕，水晶懷的小孩並不是元安的，最終與元安離婚，關懷弱勢婦女及孩童，並拿元安一半財產成立協助弱勢婦女與兒童的基金會。 | 1-7, 9(聲音), 11-13 |
| 藍鈞天   | 高澤杉 | 周凱婷的前未婚夫，尹柔昕的上司兼前男友 37歲，英佳公關總監，看起來謙恭有禮又有紳士風度。大學時期因為是凱婷的直屬系長而與凱婷認識，兩人價值觀相近，而一起朝結婚為目標的交往8年，如果沒意外兩人應該就能一起度過一生，但就在兩人準備結婚前，愛上了自己的下屬尹柔昕，被凱婷發現後，凱婷提出分手，但對凱婷說自己已經離職，不會再見到柔昕，而與凱婷復合，最後自己還是與柔昕私下往來，因此與凱婷分手。 | 1-10                |
| 李運慶   | 林岱裕 | 馬莉莎的丈夫，徐泰亨的繼父 32歲，英文名字David，JBLin乾洗髮創辦人、營運部部長→愛U網董事長。蘇燦的鄰居兼好友，曾是風流倜儻、玩世不恭的不婚主義者，總是帶著笑容，有幽默感又有親和力，只要一出手，多數女性幾乎都會傾倒，努力工作但也懂得享受生活，對於愛情毫無畏懼，只要是不論及婚嫁什麼都好說，但大多的感情都畫上句點。直到遇見馬莉莎，當年因為失婚哭得死去活來的狼狽女人，現在竟然成了愛U網的商品部副總，好奇心讓兩人更進一步認識，也被馬莉莎以為是愛U網死對頭DIVA的人，解開誤會後與莉莎的感情漸漸變好，也告訴莉莎五年前就是因為她，而有了靈感「Just Believe Lin」才創立「JBLin」這個品牌。與莉莎交往後，莉莎因為兒子泰亨說「怕遇到跟爸爸一樣的男人」而介紹好男人李至誠給媽媽，讓莉莎跟至誠交往，而與莉莎分手，一心想追回莉莎，但莉莎為了不跟兒子吵架，一直不肯回答，直到莉莎以為自己出了車禍，莉莎才堅定自己內心對這段感情的想法，其實自己只是扭傷，但兩人的愛情終於修成正果。                                                                                             | 3-13                |
| 吳定謙   | 趙元安 | 程水晶的丈夫，王青青的前夫，Maggie的前男友 38歲，科技公司富二代，1980年6月19日生。甜言蜜語、天生的把妹人才，雖然外表不是特別的出色，但家世背景和口才流利，所以從小女人緣就不錯，某次聯誼對王青青一見鍾情，卻發現追她的人比想像更多，而激起了勝負心，花了兩年使出渾身解數，把青青追到手。娶到了心目中的女神，照理說應該要非常開心，但感情都在歲月的流逝中不知不覺被消失，所以之後與青青的婚姻看似美好，卻都只是苦心經營的假象，其實是一夫二妻，表面上的妻子是青青，而另外的妻子是程水晶，三人住在同屋簷下，過著一家三口的日子。因為青青發現水晶懷孕，讓青青決定一人獨自出國旅遊，而自己也因為青青不在家才發現青青的好，在青青回家後，改變對青青的態度，但最終與青青離婚，與水晶結婚，以為水晶的小孩是自己的，但其實自己不孕。 | 1-2,4-13            |

### 其他演員
| 演員   | 角色     | 介紹 | 登場集數   |
| 林昀希 | 尹柔昕   | 高澤杉的秘書兼前女友 30歲，英佳公關策畫。一開始對公司女性人人羨慕的高澤杉並沒有太大興趣，只是厭煩他老是一副少年老成的模樣，所以常常捉弄他，沒想到澤杉的反應出奇的有趣，而越捉弄越上癮，後來也意外發現兩人居然對別人不會笑的冷笑話、樂高積木、復古玩具有共同愛好，而對澤杉漸漸產生好感，成為澤杉劈腿的對象。因為被凱婷發現兩人因而分開。但私下與澤杉偷偷見面成為好友，使凱婷決定與澤杉分手不再復合。 | 2-5,7,9-10 |
| 黃甄妮 | 程水晶   | 趙元安的繼妻 29歲，趙元安的下屬兼二房，與青青共同享有元安這個丈夫，過著一屋二妻、一家三口的日子。後元安與青青離婚後，變成了正室，外表看似可憐，內心卻有著一堆算計。從小家境清寒，而吃足苦頭，也因此身體狀況不是很好，換了很多工作，直到來到元安的科技公司業務部門工作後才比較穩定。兩人因工作而互動密切，也會被他幽默風趣逗的很開心，而漸漸增加對元安的好感，成為了元安的私下妻子，但想要趕走青青，當上元安真正的妻子。當初答應青青要進家門的話不能懷孕，卻沒有遵守承諾，懷有元安的小孩，後來青青發現元安不孕，小孩不是元安的孩子而崩潰，但最終青青與元安離婚，所以與元安成為正式夫妻，而元安也不知道孩子不是自己親生的。 | 4,6-13     |
| 宋緯恩 | 徐泰亨   | 馬莉莎的兒子，林岱裕的繼子 18歲，OH！cafe咖啡廳的店長，喜歡麥麥。是蘇燦在咖啡廳唯一的朋友，外表活潑搞怪，內心溫柔善良，像是住了一個80歲的老靈魂。年紀雖然比蘇燦小，但因為從小單親的關係，總是比較成熟的樣子，來開導蘇燦。 | 1-4,6-13   |
| 夏和熙 | Josh     | 28歲，愛U網商品部的員工，陳科長的小舅子。 | 全劇       |
| 蘇妍緹 | 小Q      | 26歲，愛U網行銷部的員工。 | 全劇       |
| 王滿嬌 | 蘇李玉琴 | 蘇燦的外婆 務農人家，純樸傳統卻有顆堅毅勇敢的心，蘇燦的父母因工作意外雙亡後，就與老伴一手將他帶大，隨著老伴病逝，蘇燦也長大成年，放手讓寶貝外孫離開，去大城市發展打拼，而抵押祖厝拿200萬投資鄰居古大飛的公司，換得蘇燦在綠泉生技直銷公司一個工作機會，當大飛拿著「業務經理 蘇燦」的名片來時，彷彿看到蘇燦光芒四射的未來，但沒想到是被詐騙。知道蘇燦與凱婷交往後，不反對他們交往，而希望他們快點結婚生子，能抱曾孫。 | 1-2,6,12   |
| 陸明君 | 夏子晴   | 38歲，愛U網前任總經理，凡事講求效率，毫不在乎人際關係，講話從來不說「請」跟「謝謝」，因為凱婷不要讓員工扛業績，所以把業績都給凱婷扛，公司發生會員資料外洩事件，點子是自己想的，卻要凱婷全權處理，最後離開總經理職位，把總經理交給莉莎。 | 9-13       |
| 蕭景鴻 | 古大飛   | 28歲，蘇燦小時候的鄰居，說要讓蘇燦奶奶變成綠泉公司股東，並讓蘇燦當業務經理，而收下200萬，但人突然消失不見，連公司都是假的，地址卻是愛U網公司。之後遇到凱婷與蘇燦，經過協調後決定當蘇燦的助理，來還200萬，後來卻假裝成蘇燦經紀人，與其他公司簽約讓蘇燦成為代言人，並拿走那間公司支付的一百萬落跑。 | 1,3-5      |
| 何美   | 麥麥     | 23歲，OH！cafe咖啡廳的員工。 | 2-4,8-13   |

### 客串演員
| 演員   | 角色     | 介紹 | 登場集數    |
| 陳曉菁 |          | 古大飛的前女友 | 1,3         |
| 盧以恩 | 小凱婷   | 少年的周凱婷。 | 1,5(照片)   |
| 吳以涵 | 小凱婷   | 童年的周凱婷。 | 1,5(照片)   |
| 林東翰 | Sam Li   | 國際彩妝師，原本要參加愛U網直播活動，但突然取消。 | 1           |
| 田舞陽 | 混血男模 | 馬莉莎的一夜情對象，想跟她馬莉莎單獨見面。 | 1           |
| 無尊   | Ryan     | 幫蘇燦打扮服裝。 | 1           |
| 阿量   | 主持人   | 直播主持人。 | 1-4         |
| 葉靜涵 | 經紀人   | 張伊伊的經紀人。 | 2           |
| 雷艾美 | Amy      | 林岱裕的一夜情對象。 | 3           |
| 楊皓崴 | Bruce    | 馬莉莎的一夜情對象。 | 3           |
| 郭源元 | 元元     | 林岱裕的一夜情對象，被岱裕稱殺人魔。 | 4           |
| 房思瑜 | 張伊伊   | 國際級小提琴演奏家，周凱婷學生時期的好友，當時暗戀三年的男生卻喜歡凱婷，而對凱婷不滿。回台後，被凱婷促成讓蘇燦當自己的彩妝師，而開出要凱婷當自己一日助理的條件，才願意給蘇燦機會，對蘇燦畫的妝很滿意。 | 4           |
| 陳風   |          | 林岱裕秘書。 | 4,6         |
| 高英軒 | Charlie  | 美妝購物愛U網的行銷部總經理，與凱婷賭注愛U網業績要超過DIVA，後來做假帳，取走愛U網資金後失蹤。 | 4-7         |
| 葛蕾   | 周淑芬   | 高澤杉的媽媽。 | 4(聲音)-5,9 |
| 吳碧蓮 | 算命師   | 幫王青青算命，說青青的婚姻格局是三人，若是懷孕就可以趕走小三程水晶。 | 5           |
| 傅雷   | 周正武   | 周凱婷的父親。 | 5           |
| 黃雅珉 | 凱婷媽   | 周凱婷的母親，周正武的妻子。 | 5(照片)     |
| 朱家儀 | Amber    | Alette國際美妝公司行銷部團隊之一。 | 7           |
| 劉曉憶 | 鄭董     | 聖多顏化妝品董事長，公司的經理被古大飛欺騙，以為大飛是蘇燦的經紀人簽約，支付一百萬給大飛，大飛卻落跑，而找蘇燦要回一百萬加上名譽賠贘一百萬。                                                           | 8           |
| 吳政勳 | Jason    | 聖多顏化妝品的行銷經理，被古大飛欺騙，以為大飛是蘇燦的經紀人簽約，支付一百萬給大飛，大飛卻落跑。 | 8           |
| 徐詣帆 | 李至誠   | OH！cafe咖啡廳常客，出版社總編輯，泰亨幫媽媽莉莎找的相親對象。 | 9-12        |
| 徐瑋吟 | Maggie   | 趙元安的同事，趙元安的小四。 | 10          |
| 林融皓 | 陳科長   | 大欣百貨科長，Josh的姊夫。 | 10          |
| 吳品潔 | 鍾欣潔   | 蘇燦的高中同學，介紹蘇燦參加繪畫比賽。 | 11-13       |
| 菜子   | 財經記者 | 記者，採訪趙元安及青青。 | 13          |
| 亮哲   | 陳院長   | 育幼院院長，對青青一見鍾情。 | 13          |

## 電視劇歌曲
| 曲別   | 歌名          | 演唱者 | 作詞                                                                  | 作曲                                                                  |
| 片頭曲 | Wonderful day | 吳思賢 | Monster No.9、Jay Hong、Supachok Chuamuangphan、生命樹_小王子、邱雅姿 | Monster No.9、Jay Hong、Supachok Chuamuangphan、生命樹_小王子、邱雅姿 |
| 片尾曲 | 到不了的以後  | 吳思賢 | 吳思賢、吳易緯                                                        | 周興哲                                                                |
| 插曲   | 最好的我們    | 陳葦廷 | 宋世堯                                                                | 宋世堯                                                                |
| 插曲   | 別怕黑        | 陳葦廷 | 余琛懋                                                                | 陳葦廷                                                                |
| 插曲   | 自然凋謝      | 孫盛希 | 姚若龍                                                                | 孫盛希                                                                |
| 插曲   | 影子          | 羅美玲 | 蕭恆嘉                                                                | 蕭恆嘉                                                                |

## 分集標題
| 集數 | 播出日期   | 標題                             |
| 1    | 2018/01/12 | 姊，就算跌倒，也要決定自己的姿勢 |
| 2    | 2018/01/19 | 姊，可以把未來賭在你身上嗎？     |
| 3    | 2018/01/26 | 姊的逞強，是一種習慣             |
| 4    | 2018/02/02 | 姊，可以借你的肩膀靠一下嗎？     |
| 5    | 2018/02/09 | 姊，是地表癒合能力最強的生物     |
| 6    | 2018/02/23 | 姊，要的不是道理，是認輸的勇氣   |
| 7    | 2018/03/02 | 姊的倔強，是淚在打轉卻也還能微笑 |
| 8    | 2018/03/09 | 主動，是姊最大的魅力             |
| 9    | 2018/03/16 | 在愛情裡，姊的能力是種壓力       |
| 10   | 2018/03/23 | 姊在愛情裡可以做自己嗎？         |
| 11   | 2018/03/30 | 姊最大的敵人，就是年齡           |
| 12   | 2018/04/06 | 姊的每一步，都有屬於自己的態度   |
| 13   | 2018/04/13 | 姊的人生，姊自己定義             |

## 收視率
| 臺灣 三立都會台 首播收视率                                                  |               |               |               |               |                                                      | |
| 集數                                                                        | 播出日期      | AGB（僅有線） | AGB（僅有線） | AGB（含無線） | AGB（含無線）                                        | 備註 |
| 集數                                                                        | 播出日期      | 收視率        | 排名          | 收視率        | 排名                                                 | 備註 |
| 1                                                                           | 2018年1月12日 | 1.13          | 1             | 0.90          | 2 實習醫師鬥格：1.15 阿爸的願望：0.86 我的男孩：0.54 | 15-24歲觀眾收視率1.48 15-44歲觀眾收視率1.37 總收視人口約61.7萬                                           |
| 2                                                                           | 2018年1月19日 | -             | -             | 0.70          | 3 實習醫師鬥格：1.10 阿爸的願望：0.83 我的男孩：0.67 | 15-24歲觀眾收視率1.27                                                                                    |
| 3                                                                           | 2018年1月26日 | -             | -             | 0.64          | 4 我的男孩：1.03 阿爸的願望：1.01 實習醫師鬥格：1.00 | 15-24歲觀眾收視率1.00                                                                                    |
| 4                                                                           | 2018年2月2日  | 1.24          | 1             | 0.98          | 2 實習醫師鬥格：1.22 阿爸的願望：0.90 我的男孩：0.84 | 15-24歲觀眾收視率2.21                                                                                    |
| 5                                                                           | 2018年2月9日  | -             | -             | 0.99          | 3 實習醫師鬥格：1.29 阿爸的願望：1.03 我的男孩：0.87 | 15-24歲觀眾收視率1.52                                                                                    |
| 2018年2月16日，三立都會台播出《綜藝大熱門過年公寓特別節目》，故暫停播出一次 |               |               |               |               |                                                      | |
| 6                                                                           | 2018年2月23日 | -             | -             | 0.90          | 2 實習醫師鬥格：1.28 阿爸的願望：0.88 我的男孩：0.69 | 15-24歲觀眾收視率1.24                                                                                    |
| 7                                                                           | 2018年3月2日  | -             | -             | 0.94          | 3 實習醫師鬥格：1.15 阿爸的願望：1.11 我的男孩：0.71 | 25-39歲女性觀眾收視1.82 15-24歲觀眾收視率0.99                                                            |
| 8                                                                           | 2018年3月9日  | 1.44          | 1             | 1.14          | 1 實習醫師鬥格：1.10 阿爸的願望：0.80 我的男孩：0.71 | 25-39歲女性觀眾收視2.00 25歲以上觀眾收視1.12 15-24歲觀眾收視率1.41                                       |
| 9                                                                           | 2018年3月16日 | -             | -             | 0.94          | 3 實習醫師鬥格：1.22 阿爸的願望：0.97 我的男孩：0.89 | 15-24歲觀眾收視率1.05                                                                                    |
| 10                                                                          | 2018年3月23日 | -             | -             | 0.97          | 3 實習醫師鬥格：1.06 阿爸的願望：1.00 我的男孩：0.78 | 15-24歲觀眾收視率1.09 25-39歲女性觀眾收視率2.25                                                          |
| 11                                                                          | 2018年3月30日 | -             | -             | 1.05          | 2 實習醫師鬥格：1.07 阿爸的願望：0.93 我的男孩：0.69 | 15-24歲觀眾收視率1.84 25歲以上觀眾收視1.00 25-34歲觀眾收視率1.55 35-49歲觀眾收視率1.10                   |
| 12                                                                          | 2018年4月6日  | -             | -             | 1.06          | 3 實習醫師鬥格：1.18 阿爸的願望：1.13 我的男孩：0.86 | 15-24歲觀眾收視率1.29 25歲以上觀眾收視1.10 25-34歲觀眾收視率1.48 35-49歲觀眾收視率1.06                   |
| 13                                                                          | 2018年4月13日 | 1.88          | 1             | 1.50          | 1 實習醫師鬥格：1.18 阿爸的願望：0.99 我的男孩：0.76 | 最終回播出120分鐘 15-24歲觀眾收視率2.23 25歲以上觀眾收視1.39 25-34歲觀眾收視率1.75 35-49歲觀眾收視率1.73 |
| 特輯                                                                        | 2018年4月20日 | -             | -             | -             | -                                                    | 特輯播出120分鐘                                                                                          |
| 平均收視率                                                                  | 平均收視率    | 1.42          | -             | 0.98          | -                                                    | |

1. 同时段或交叉时段主要节目：
  - 民視：《實習醫師鬥格》
  - 台視：《我的男孩》
  - 三立台灣台：《阿爸的願望》
2. 数据由AGB尼爾森調查，調查範圍是四歲以上收看電視之觀眾。
3. 資料來源：台灣-偶像劇場、凱絡媒體週報、AC尼尔森

## 製作團隊
- 導演：張佳賢
- 總監：王淑娟
- 監製：王家文
- 製作人：黃毓棠、吳璨琦
- 執行製作人：邵芷薇、黃雅新
- 原創故事：
  - 張玉川、李旭敏、楊方瑜（第1-4集）
  - 張玉川、李旭敏、楊方瑜、謝叔芳
- 編劇：
  - 陳潔瑩、藍文希、張清慧（第1-3集）
  - 咖啡因（劉以飛）、郭世偉（第4-13集）
- 製作公司：三立電視、怡佳娛樂經紀有限公司

## 大事記

### 2017年
- 10月24日，《姊的時代》在東京國際電影節首度公開。
- 11月21日，《姊的時代》開拍。
- 11月23日，《姊的時代》開鏡。
- 11月30日，《姊的時代》女主角卡司發佈會。
- 12月18日，《姊的時代》釋出第一支前導Teaser預告 - 姊篇。
- 12月19日，《姊的時代》男女主角見面會，蘇燦版前導概念海報大公開。
- 12月21日，《姊的時代》周凱婷版前導概念海報大公開。
- 12月27日，《姊的時代》釋出主視覺海報。
- 12月28日，《姊的時代》釋出第二支前導Teaser預告 - 叫我姊篇。
- 12月29日，《姊的時代》釋出第一支劇情預告 - 姊把未來賭在你身上篇。

### 2018年
- 1月4日，《姊的時代》釋出第二支劇情預告 - 因為有你篇。
- 1月8日，《姊的時代》釋出第三支劇情預告 - 妳要結婚嗎篇。
- 1月11日，《姊的時代》在信義威秀舉辦首映會，並釋出18分鐘片花。
- 1月12日，三立都會台首播。
- 3月24日，《姊的時代》與《已讀不回的戀人》於台中中友百貨聯合舉辦粉絲見面會。
- 4月7日，《姊的時代》全劇殺青。
- 4月9日，《姊的時代》殺青宴。
- 4月13日，三立都會台播出最終回。
- 4月14日，東森綜合台播出最終回。
- 4月20日，三立都會台播出《我在姊的時代》特輯。
- 6月4日，三立都會台播出《姊的時代》華八版

## 取景
- 新北市三重區 集賢路永恆之星
  - 劇中場景：蘇燦、David的家
- 台北市內湖區 OH！cafe 台北內湖店
  - 戲中場景：蘇燦工作的咖啡店
- 台北市內湖區 BRAVO 商務中心
  - 戲中場景：愛U網內部辦公室及會議室、片尾曲主要場景
- 台北市南港區 向陽路196巷
- 台北市南港區 皇鼎花園別墅
- 台北市松山區 Skunk Coffee
  - 戲中場景：凱婷、澤杉談分手的咖啡廳
- 台北市中山區 花博公園 集食行樂市集
- 新北市汐止區 雍和台北園區taipei park
  - 戲中場景：愛U網外部及大門
- 新北市淡水區 淡水老街
  - 戲中場景：凱婷、蘇燦逛街的地方
- 新北市三芝區 PAPA在三芝
  - 戲中場景：夏子晴約凱婷見面、David將鑽戒交給泰亨的咖啡廳
- 新竹縣關西鎮 六福村主題遊樂園
  - 戲中場景：凱婷、蘇燦遊玩的樂園

## 相關商品
- 《姊的時代 原創小說》
  - 作者：張玉川、李旭敏、楊方瑜、宋禹論、何沫洋、廣廈工作室
  - 監製：三立電視
  - 出版：台灣角川
  - 上市日期：2018年3月31日
- 《姊的時代》官方LINE貼圖
  - 拍攝：三立電視
  - 發行：三立電視
  - 上市日期：2018年3月27日

## 軼事
本劇第1集的剪輯片段『(ENG SUB) 姊的時代 Iron Ladies｜EP1 火辣莉莎姊與混血男模！Valentine's Day with Sexy Male Model』為華語地區觀看次數最多的YouTube影片。截止2020年12月1日，已達到5.85億觀看次數。

## 外部連結
- 官方网站－三立
- 三立華劇的Facebook專頁
- 三立華劇的Instagram帳戶
- 姊的時代 （页面存档备份，存于）－Vidol
- 姊的時代（页面存档备份，存于）－愛奇藝
- 姊的時代（页面存档备份，存于）－LINE TV
- 姊的時代（页面存档备份，存于）－LINE TV(新版)
- 姊的時代（页面存档备份，存于）－dimsum
- 姊的時代－YouTube
- 轻熟女时代 （页面存档备份，存于）－爱奇艺

## 電視節目的變遷

### 台灣播放
| 臺灣 三立都會台 每週五 22:00－23:30                                                                    | 臺灣 三立都會台 每週五 22:00－23:30 | 臺灣 三立都會台 每週五 22:00－23:30                 |
| --- | --- | --------------------------------------------------- |
| | 姊的時代 （2018年1月12日－2018年4月13日）我在姊的時代 （2018年4月20日） |                                                     |
| 我的未來男友 （2017年11月24日－2017年12月22日）已讀不回的戀人（重播） （2017年12月29日－2018年1月5日） | 三明治女孩的逆襲（重播） （2018年4月27日－2018年8月24日）高校英雄傳（重播） （2018年8月31日－2018年12月14日） 愛玩客（重播） （2018年12月21日－2019年1月11日）你有念大學嗎？（重播） （2019年1月18日－2019年3月22日）一千個晚安 （2019年3月29日－2019年8月9日） |                                                     |
| 每週一至五 20:00－21:00                                                                                | |                                                     |
| 犀利人妻（重播） （2018年4月10日－2018年6月1日)                                                        | 姊的時代（重播） （2018年6月4日－2018年7月2日） | 下一站，幸福（重播） （2018年7月3日－2018年8月17日) |

| 臺灣 東森綜合台 每週六 22:00－23:30                                                                                  | 臺灣 東森綜合台 每週六 22:00－23:30 | 臺灣 東森綜合台 每週六 22:00－23:30 |
| --- | --- | --- |
| | 姊的時代 （2018年1月13日－2018年4月14日） | |
| 我的未來男友 （2017年11月25日－2018年12月23日）滾石愛情故事（重播） （2017年12月30日－2018年1月6日） （22:00-24:00） | 1006的房客（重播） （2018年4月21日－2018年6月9日） 人際關係事務所（重播） （2018年6月16日－2018年9月1日） 公主我來了 （2018年12月1日-2019年2月23日) | |
| 每週六 20:00 - 23:00                                                                                                 | | |
| 人際關係事務所 （2018年6月18日－2018年9月1日）                                                                       | 姊的時代（重播） （第1集至第6集） （2018年9月8日－2018年9月22日）                                                                                   | 我們這一家 （2018年9月29日-2018年11月10日） （20:00 - 20:30）姊的時代（重播） （第7集至第13集） （2018年9月29日-2018年11月10日） （20:30 - 22:00） |
| 每週六 20:30 - 22:00                                                                                                 | | |
| 姊的時代（重播） （第1集至第6集） （2018年9月8日－2018年9月22日）                                                    | 姊的時代（重播） （第7集至第13集） （2018年9月29日-2018年11月10日）                                                                                 | 種菜女神 （2018年11月17日-2019年2月2日） （20:00 - 22:00）                                                                                         |

| 臺灣 東森超視 每週日 20:30－22:00                        | 臺灣 東森超視 每週日 20:30－22:00            | 臺灣 東森超視 每週日 20:30－22:00 |
| -------------------------------------------------------- | -------------------------------------------- | --------------------------------- |
|                                                          | 姊的時代 （2018年1月28日－2018年4月22日）    |                                   |
| 1989一念間（14－31集） （2017年10月29日－2018年1月21日） | 我的未來男友 （2018年4月29日－2018年5月20日) |                                   |

| 臺灣 三立綜合台 每週五 22:00－23:30              | 臺灣 三立綜合台 每週五 22:00－23:30               | 臺灣 三立綜合台 每週五 22:00－23:30                  |
| ------------------------------------------------ | ------------------------------------------------- | ---------------------------------------------------- |
|                                                  | 姊的時代 （2018年3月9日－2018年6月1日）           |                                                      |
| 超愛美小姐 （－2018年3月2日）                    | 三明治女孩的逆襲 （2018年6月8日－2018年9月21日）  |                                                      |
| 每週一至五 20:00－21:00                          |                                                   |                                                      |
| 犀利人妻（重播） （2018年5月14日－2018年7月15日) | 姊的時代（重播） （2018年7月16日－2018年8月13日） | 下一站，幸福（重播） （2018年8月14日－2018年9月28日) |

| 臺灣 MTV 每週日 20:00－21:30                       | 臺灣 MTV 每週日 20:00－21:30                                 | 臺灣 MTV 每週日 20:00－21:30 |
| -------------------------------------------------- | ------------------------------------------------------------ | ---------------------------- |
|                                                    | 姊的時代 （2018年5月20日－2018年8月12日）                    |                              |
| MTV西洋榜 （20:00-21:00）MTV最愛榜 （21:00-22:00） | MTV金曲榜:日韓TOP10 （20:00-21:00）MTV最愛榜 （21:00-22:00） |                              |

| 臺灣 三立戲劇台 每週六 22:30－00:00        | 臺灣 三立戲劇台 每週六 22:30－00:00       | 臺灣 三立戲劇台 每週六 22:30－00:00 |
| ------------------------------------------ | ----------------------------------------- | ----------------------------------- |
|                                            | 姊的時代 （2018年9月15日-2018年12月22日） |                                     |
| 1989一念間 （2018年4月21日－2018年9月8日） | 雨夜花（重播） （2018年12月29日－2019年） |                                     |

| 臺灣 華視主頻 每週一至週五 21:00 - 22:00（首播），20:00 - 21:00（重播） · 6月19日 20:00 - 22:00（首播）                                           | 臺灣 華視主頻 每週一至週五 21:00 - 22:00（首播），20:00 - 21:00（重播） · 6月19日 20:00 - 22:00（首播） | 臺灣 華視主頻 每週一至週五 21:00 - 22:00（首播），20:00 - 21:00（重播） · 6月19日 20:00 - 22:00（首播） |
| --- | --- | --- |
| | 姊的時代 （2019年6月19日－2019年7月18日）                                                               | |
| 極品絕配（重播） （2019年5月24日－2019年6月18日）                                                                                                 | HIStory 1-著魔（重播） （2019年7月19日） （21:00 - 22:00）鬥陣來鬧熱 （2019年7月18日－2019年8月19日）   | |
| 每週一至四 21:00 - 23:00 | | |
| 守著陽光守著你 （2019年10月29日－2019年12月18日） （21:00 - 22:00）守著陽光守著你（重播） （2019年12月19日－2020年1月31日）華視天王豬哥秀（重播） | 姊的時代（重播） （2020年5月19日－2020年6月4日）                                                        | 姊妹們追吧 （2020年6月8日－2020年7月28日） （20:00 - 22:00）                                            |

| 臺灣 東森戲劇台 每週六、日 20:00－21:30      | 臺灣 東森戲劇台 每週六、日 20:00－21:30     | 臺灣 東森戲劇台 每週六、日 20:00－21:30 |
| -------------------------------------------- | ------------------------------------------- | --------------------------------------- |
|                                              | 姊的時代 （2020年10月11日－2020年11月22日） |                                         |
| 天堂的微笑 （2020年8月22日－2020年10月10日） | 王牌辯護人 （2020年11月28日－）             |                                         |

| 臺灣 三立國際台 每週日 22:00 - 00:00      | 臺灣 三立國際台 每週日 22:00 - 00:00     | 臺灣 三立國際台 每週日 22:00 - 00:00 |
| ----------------------------------------- | ---------------------------------------- | ------------------------------------ |
|                                           | 姊的時代 （2021年6月27日－2021年9月5日） |                                      |
| 極品絕配 （2021年2月28日－2021年6月27日） | 兩個爸爸 （2021年9月12日-）              |                                      |

### 海外播放
| 新加坡 HUB都會台 每週日 22:00－23:30           | 新加坡 HUB都會台 每週日 22:00－23:30        | 新加坡 HUB都會台 每週日 22:00－23:30 |
| ---------------------------------------------- | ------------------------------------------- | ------------------------------------ |
|                                                | 姊的時代 （2018年7月1日－2018年9月23日）    |                                      |
| 已讀不回的戀人 （2018年3月4日－2018年6月24日） | 一千零一夜 （2018年9月30日－2019年3月10日） |                                      |

| 马来西亚 Astro喜悦HD 每週四至週五 18:00 - 19:30 | 马来西亚 Astro喜悦HD 每週四至週五 18:00 - 19:30 | 马来西亚 Astro喜悦HD 每週四至週五 18:00 - 19:30 |
| ----------------------------------------------- | ----------------------------------------------- | ----------------------------------------------- |
|                                                 | 姊的時代 （2018年8月30日－2018年10月11日）      |                                                 |
| 全新台湾偶像剧时段                              | 那刻的怦然心動 （2018年10月12日－2018年）       |                                                 |

## 備註
1. ↑  原定由李維維飾演
2. ↑  原定由魏蔓飾演
3. ↑  原定由洪子甯飾演
4. ↑  原定由顏佑庭飾演
5. ↑  4月13日最終回及4月20日特輯播出兩小時，播出時間為22:00－24:00
6. ↑  4月14日最終回播出兩小時，播出時間為22:00－24:00
7. ↑  第一週播出時間為19:00－22:00（連播兩集），第二週起改成每週日20:30－22:00播出
8. ↑  因播出廣播金鐘獎及電視金鐘獎，9月29日及10月6日暫停播出。10月13日恢復播出。
9. ↑  10月11日最終回播出兩小時，播出時間為18:00－20:00